# Quedius nigriceps
Quedius nigriceps es una especie de escarabajo del género Quedius, familia Staphylinidae. Fue descrita científicamente por Kraatz en 1857.
Habita en Reino Unido, Países Bajos, Suecia, Noruega, Francia, Dinamarca, Finlandia, Alemania, Estonia, Austria, Bélgica, Bielorrusia, Italia, Luxemburgo, Malasia, Polonia y Portugal.